# Orvasca fulvonigra
Orvasca fulvonigra är en fjärilsart som beskrevs av Swinhoe 1903. Orvasca fulvonigra ingår i släktet Orvasca och familjen tofsspinnare. Inga underarter finns listade i Catalogue of Life.